# Dave Thomson
Dave Thomson (2 febbraio 1938 – 29 gennaio 2016) è stato un calciatore scozzese, di ruolo attaccante.

## Carriera
Approda al calcio professionistico nel 1959, con la casacca del Dunfermline Athletic, che lo acquista dal Bo'ness United, un club dilettantistico scozzese. Le poche presenze in Scottish Division One, sono compensate dai match in Coppa di Scozia, dove il Dunfermline Athletic riesce nell'impresa di vincere il torneo: il club elimina nell'ordine Berwick Rangers (1-4), Stranraer (1-3), Aberdeen (3-6), Alloa Athletic (4-0) e St. Mirren (0-0, 1-0 al replay), raggiungendo la finale contro il Celtic, molto più quotato e favorito alla vittoria finale. I Celts hanno già vinto la Coppa di Scozia 17 volte, ma l'ultimo successo risale a cinque anni prima. Dall'altra parte, il Dunfermline non ha mai nemmeno superato i quarti di finale, raggiunti nel 1936 e nel 1959. All'Hampden Park di Glasgow, il Dunfermline ferma il Celtic sullo 0-0. Nel replay della finale, Thomson apre le marcature al 67' e nel finale di partita raddoppia Charlie Dickson, contribuendo così al primo storico successo di rilievo nella storia del Dunfermline. Di quel Celtic, sei diventeranno campioni d'Europa negli anni successivi. Dopo 12 incontri e 6 gol complessivi disputati con il Dunfermline Athletic, pochi giorni prima dell'inizio della stagione 1961-1962, si accasa al Leicester City, società inglese militante nella massima divisione nazionale, in cambio di 8.000 sterline. All'epoca la cifra del trasferimento era un record per gli scozzesi. L'attaccante era stato scelto dall'allenatore del Leicester City Matt Gillies, che lo aveva notato in una precedente amichevole tra le due squadre. Gioca un solo incontro segnando un gol prima di tornare in patria, al Queen of the South, dove nonostante qualche gol in una decina di presenze, non riesce ad evitare la retrocessione della squadra in seconda divisione al termine del torneo. Dopo diversi anni tra i dilettanti, nel 1967 veste la divisa del Berwick Rangers, in seconda divisione scozzese. A fine stagione chiude la sua carriera da professionista.

## Palmarès

### Club

#### Competizioni nazionali
- Coppa di Scozia: 1

Dunfermline Athletic: 1960-1961